# محمد بن يحيى بن خالد البرمكي
محمد بن يحيى بن خالد بن برمك بن جامامش بن بشتاسف البرمكي أحد وزراء وقادة الدولة العباسية في عهد هارون الرشيد. أبوه هو الوزير يحيى البرمكي، وأخواه هما الوزيران جعفر البرمكي والفضل البرمكي.

## سيرته
وصف إبراهيم الموصلي أبناء يحيى البرمكي بقوله: «أما الفضل فيرضيك بفعله، وأما جعفر فيرضيك بقوله، وأما محمد فيفعل حسب ما يجد، وأما موسى فيفعل ما لا يجد». لم يقدر لمحمد أن يلعب دورًا مهمًا في الحياة السياسية إبان وزارة البرامكة.

## نكبة البرامكة
بعد نكبة البرامكة ظل يحيى بن خالد وابنه الفضل محبوسين حتى ماتا بالرقة، حيث مات يحيى في شهر محرم سنة 190 هـ فجأة من غير علة، وصلى عليه ابنه الفضل ودفن في شاطيء الفرات. أما الفضل فقد مات في شهر محرم سنة 193 هـ قبل وفاة الرشيد بخمسة أشهر، وهو ابن خمس وأربعين سنة، وصلى عليه اخوانه في القصر الذي كانوا فيه قبل إخراجه. أما بالنسبة لمحمد فقد التحق بالمأمون وظل أحد قادته حتى وفاته.